# 岡村昭彦
岡村 昭彦（おかむら あきひこ、1929年〈昭和4年〉1月1日 - 1985年〈昭和60年〉3月24日）は、日本の写真家、ジャーナリスト。ベトナム戦争を撮影した報道写真で知られる。

## 来歴

### 生い立ち
東京府出身。大日本帝国海軍参謀の岡村於菟彦の長男として生まれる。父方の曾祖父に明治天皇侍従の堤正誼、父方の祖父に大審院判事・弁護士・中央大学学長の岡村輝彦がおり、母方の曾祖父に日本赤十字社創設者で伯爵の佐野常民、母方の祖父に海軍少将で子爵の田村丕顕がいる。父のいとこに二・二六事件判決後に後追い自殺した海軍少佐堤正之、伯父（父の姉の夫）に医学者緒方知三郎、弟に、後の俳優岡村春彦がいる。
学習院初等科から学習院中等科に進むが退学。東京中学に転じて卒業。伯父の緒方知三郎が学長を務める東京医学専門学校（現在の東京医科大学）に進む。
敗戦後は父親の公職追放に伴って困窮生活を送り、輪タク屋などの肉体労働を経験。1947年、学費値上げに反対して演説を行い、東京医学専門学校から退学処分を受ける。その後、日本共産党の活動家として北海道に渡る。

### 加清純子との交際
札幌南高等学校在学中（当時）の加清純子（渡辺淳一『阿寒に果つ』の主人公のモデルとなった画家。戸田城聖の姪）と恋仲となる。1951年10月、日本共産党の第5回全国協議会（五全協）の決定に従って山村工作隊の一員となり、釧路に移住。このとき医師免許を持たぬまま東京大学医学士と称し、岡村照彦の偽名のもとに釧路市で医院を開き、無資格の女子高生を看護婦に仕立てて同居し、薬局から大量の医薬品を詐取していたため、同年12月16日に詐欺容疑で釧路市警に逮捕される。このとき岡村には、医師法違反や医療法違反のほか堕胎罪の容疑もかけられていた。岡村から拙劣な堕胎手術を受けたため重態となり、再手術を余儀なくされたとの複数女性からの訴えがあった。このとき岡村は「効かぬ注射で高い金をとる医者は立派な詐欺行為だ。私はどんな病気でも治せる自信を持っている」と強弁したが、1952年1月26日に釧路地裁で懲役4月の実刑判決を受け、釧路刑務所に収監される。これに先立つ1949年、岡村は医師政令162号違反で懲役6月・執行猶予3年の判決を受けていた上、1950年には横浜地裁から米国のドル不法所持で懲役1年・執行猶予3年の判決を受けていたため執行猶予は取り消され、前刑と併せて服役することとなった。このとき、加清純子は岡村を保釈するために奔走し、釧路刑務所で岡村と面会した後に、行方不明となり阿寒湖畔を経由する道で死体として発見された。
出所後、修道院の客室係や書店員などを経て三池闘争に参加し、三池の炭鉱労働者街に住み込む中で被差別部落出身の炭鉱労働者や松本治一郎と出会い、部落問題への関心を形成。1959年頃、部落解放同盟に参加しオルグ活動を行いながら皮革工場で働くうちに、ある部落出身労働者と出会い、1960年から食客としてその部落の家を転々と移り住みながら冤罪事件や下水問題などの解決・解消のための活動をする。しかし『週刊実話』にその地域出身の若者の集団による輪姦事件が詳細に報じられた折、同誌への情報提供者とみなされて彼らから吊し上げを受け、1961年にその場を去り、総評の週刊誌「新週刊」編集部に入る。

### 写真家へ
1962年（昭和37年）、中国系アメリカ人の宋徳和が設立したPANA通信社（現・時事通信フォト）の契約特派員となる。バンコクでの取材を望んでいた岡村にシンガポール支局長だった陳加昌はベトナム行きを強く勧めた。1963年（昭和38年）、陳のサポートを受けて岡村はベトナムに入国した。
1964年（昭和39年）、『ライフ』6月12日号に「醜いベトナム戦争」と題して9ページの写真特集が掲載され、大きな反響を呼んだ。
1965年（昭和40年）1月、『南ヴェトナム戦争従軍記』刊行。同年、単身、南ベトナム解放戦線支配区に潜入し取材する。しかし、このことは南ベトナム政府の忌避を買い、5年間の入国禁止処分を受けることとなった（この潜入取材の前後でPANAとの契約を解除しフリーになっているが明確な時期は不明）。ベトナムから追放された岡村は、ドミニカ革命やナイジェリアのビアフラ内戦、ジョン・F・ケネディのルーツであるアイルランドを取材する。
1965年（昭和40年）4月22日、アメリカ海外記者クラブ（The Overseas Press Club of America）の写真報道賞を受賞した。同年6月1日、日本写真協会の『日本写真年報 1965年版』が刊行。同書が組んだ特集「戦火のベトナム」に岡村と秋元啓一の写真が使われた。
1967年（昭和42年）4月に行われた東京都知事選挙では、社会・共産両党推薦の美濃部亮吉を応援。弁士として連日選挙カーに乗った。
1968年の金嬉老事件に際しては刑事裁判の民衆弁護人として意見陳述し、「東大などというのは、日本の資本主義と近代化を達成するための官僚、幹部養成所としてあったと考えています」、「民族問題・差別問題に触れないで裁判が構成されるということはありえない。そして差別があるにもかかわらず、それに目を向けることなしに裁判が構成されることは差別の再生産をすることになります。私はこういう犯罪に加担することはできません」と金嬉老を擁護した。
1971年（昭和46年）、ラオス侵攻作戦に無断で従軍取材後、再度の入国禁止処分を受ける。
1980年（昭和55年）ごろから生命倫理、精神疾患、ホスピスなどに取材の対象を拡げた他、中国の水利事業に関心を抱き、揚子江（長江）を取材した。
晩年は静岡県浜名郡舞阪町（現・浜松市中央区舞阪町）を拠点に浜名湖環境訴訟などにも取り組んだ。舞阪町では、浜名湖や遠州灘の保全を目指し、し尿処理場と終末処理場の建設反対運動に関わった。
1985年（昭和60年）3月24日、敗血症のため死去。56歳没。

## 備考

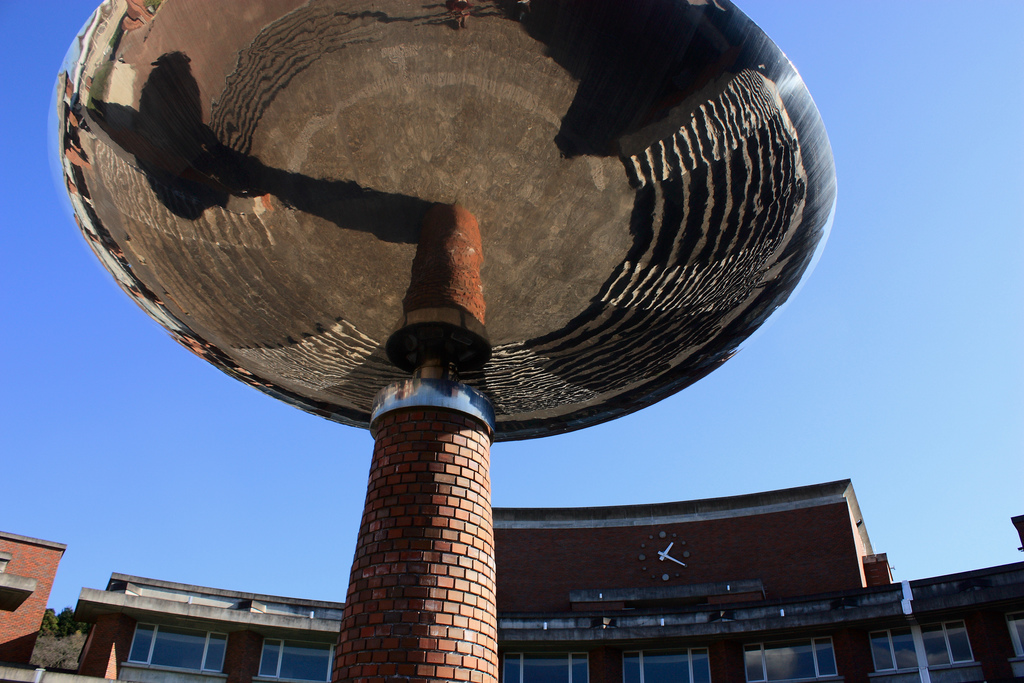
「岡村昭彦文庫」が開設された静岡県立大学附属図書館（右下）

- 岡村は浜名湖畔の舞阪の自宅を資料室とし、洋書を含む膨大な書籍・パンフ・コピー・新聞切り抜きなどを世界中から収集した。岡村の死後、遺された蔵書・資料は静岡県立大学附属図書館が引き受けることとなり、1989年に1万8000冊が移管された[16]。静岡県立大学の小幡壮、比留間洋一らの尽力で、2008年同大学附属図書館別室に「岡村昭彦文庫」が設けられ、写真や生前のTV出演の映像を見るコーナーも設けられ、岡村の業績が顕彰されている[16]。

- 1993年に「AKIHIKOの会」が結成され、毎年シンポジウムや講演といった会合を開催するとともに、会報の発行などを行っている[17]。

- 本多勝一とは互いに無名だった頃から面識があったものの仲が悪く、「石川文洋と本多勝一は出版社から借金して逃げまわっている」と沖縄県人会の会長に発言したことがある[18]。これに対し、本多は「岡村氏自身の常習行動を他人にかぶせている実例でしょう。私は出版社に借金したことなど金輪際ありません。（逆に貸したこと──つまり私への印税滞納はよくあります。）」「岡村氏は、出版社から『前借り』として大金をせしめ、それっきりネコババをきめこむことなど常套手段でした。朝日新聞出版局も、当時の金で50万円か60万円の被害にあっています」と反論している[18]。本多はまた、岡村のことを「他人のフィルムを自分のものとして発表したり、サイン以外は編集部の文章だったりといったことを平然とやる」人間であった、とも批判している[19]。

## 著作

### 単著
- 『南ヴェトナム戦争従軍記』岩波書店〈岩波新書〉、1965年1月27日。 NCID BN00964167。全国書誌番号:66009039。
- 『続 南ヴェトナム戦争従軍記』岩波書店〈岩波新書〉、1966年9月。 NCID BN00964167。全国書誌番号:66009039。
- 『兄貴として伝えたいこと 岡村昭彦証言集』PHP研究所、1975年5月。 NCID BN06413701。全国書誌番号:73006841。
- 『南ヴェトナム戦争従軍記』筑摩書房〈ちくま文庫〉、1990年2月。ISBN 9784480023858。 NCID BN09835334。全国書誌番号:90027737。
- 『定本ホスピスへの遠い道 現代ホスピスのバックグラウンドを知るために』春秋社、1999年11月。ISBN 9784393364550。 NCID BA44565892。全国書誌番号:20021367。
- 『われわれはいま、どんな時代に生きているのか 岡村昭彦の言葉と写真』戸田昌子監修、赤々舎、2020年8月。ISBN 9784865411010。 NCID BC02690757。全国書誌番号:23447479。

### 写真集
- 『これがベトナム戦争だ 岡村昭彦写真集』毎日新聞社、1965年3月。 NCID BN08808336。全国書誌番号:65000146。
- 杉岡博隆、米沢慧 編『岡村昭彦報道写真集』講談社、1986年5月。ISBN 9784062025638。 NCID BN00524277。全国書誌番号:86041634。
- 金子, 隆一、藤村, 里美、戸田, 昌子 編、ザ・ワード・ワークス 訳『岡村昭彦の写真 生きること死ぬことのすべて』美術出版社、2014年7月。ISBN 9784568104806。 NCID BB16044582。全国書誌番号:22452003。

### 編集
- 『弱虫・泣虫・甘ったれ ある在日朝鮮人の生い立ち』三省堂〈三省堂新書〉、1968年12月。 NCID BN02883226。全国書誌番号:73007524。

### 共著
- むのたけじ、岡村昭彦『1968年 歩み出すための素材』三省堂〈三省堂新書〉、1968年4月。 NCID BN05435902。全国書誌番号:68003392。

### 監訳
- シシリー・ソンダース他編著『ホスピスケアハンドブック この運動の反省と未来』家の光協会、1984年7月。ISBN 9784259543150。 NCID BN01349605。全国書誌番号:84053362。
  - シシリー・ソンダース他編著『ホスピス その理念と運動』（改題版）雲母書房、2006年6月。ISBN 9784876722044。 NCID BA77583630。全国書誌番号:21148762。

### 著作集
- 岡村春彦、暮尾淳 編『南ヴェトナム戦争従軍記』筑摩書房〈岡村昭彦集 1〉、1986年3月。ISBN 9784480762016。 NCID BN00436056。全国書誌番号:86029280。
- 岡村春彦・暮尾淳 編『世界史の現場から 1』筑摩書房〈岡村昭彦集 2〉、1986年5月。ISBN 9784480762023。 NCID BN00583913。全国書誌番号:86039488。
- 岡村春彦・暮尾淳 編『世界史の現場から 2』筑摩書房〈岡村昭彦集 3〉、1986年8月。ISBN 9784480762030。 NCID BN00583913。全国書誌番号:86054160。
- 岡村春彦・暮尾淳 編『我々はどんな時代に生きているのか』筑摩書房〈岡村昭彦集 4〉、1986年9月。ISBN 9784480762047。 NCID BN00750061。全国書誌番号:87000176。
- 岡村春彦・暮尾淳 編『未来の生命のために』筑摩書房〈岡村昭彦集 5〉、1986年12月。ISBN 9784480762054。 NCID BN00809925。全国書誌番号:87017100。
- 岡村春彦・暮尾淳 編『ホスピスへの遠い道』筑摩書房〈岡村昭彦集 6〉、1987年3月。ISBN 9784480762061。 NCID BN0098284X。全国書誌番号:。

### 評伝
- 松本直子『岡村昭彦を探して―ベトナム戦争を報じた国際報道写真家の光と影』紀伊國屋書店、2022年8月。ISBN 9784314011921。